# Jaguar (cohete)
Jaguar fue el nombre de una serie de cohetes de prueba resultado de la colaboración entre Reino Unido y Australia a finales de los años 1950 para la investigación del vuelo a régimen hipersónico, como ocurre en las reentradas atmosféricas.
La primera etapa elevaba el vehículo de prueba a gran altitud, donde las etapas superiores impulsaban el vehículo hacia abajo para acelerarlo hasta alcanzar grandes velocidades, de hasta 5 km/s. El proyecto finalizó en abril de 1970, aunque se continuaron haciendo pruebas hasta noviembre de 1974.

## Versiones

### Jaguar 1
Cohete de tres etapas, una principal Rook, una segunda Gosling y una superior Lobster. Se lanzaron 10 Jaguar 1 entre el 17 de agosto de 1960 y el 12 de febrero de 1964.

#### Especificaciones
- Apogeo: 24 km
- Empuje en despegue: 300 kN
- Masa total: 1680 kg
- Diámetro: 0,44 m
- Longitud total: 11,9 m

### Jaguar 2
Cohete de tres etapas, una principal Rook, una segunda Goldfinch y una superior Gosling. Se lanzaron 4 Jaguar 2 entre el 2 de octubre de 1964 y el 1 de noviembre de 1966.

#### Especificaciones
- Apogeo: 30 km
- Empuje en despegue: 300 kN
- Masa total: 2040 kg
- Diámetro: 0,44 m
- Longitud total: 12,5 m